# Остхофен
Остхофен (њем. Osthofen) град је у њемачкој савезној држави Рајна-Палатинат. Једно је од 69 општинских средишта округа Алцеј-Вормс. Према процјени из 2010. у граду је живјело 8.228 становника. Посједује регионалну шифру (AGS) 7331055.

## Географски и демографски подаци
Остхофен се налази у савезној држави Рајна-Палатинат у округу Алцеј-Вормс. Град се налази на надморској висини од 89 метара. Површина општине износи 18,6 km². У самом граду је, према процјени из 2010. године, живјело 8.228 становника. Просјечна густина становништва износи 442 становника/km².

## Међународна сарадња
| Мјесто   | Држава     | Врста сарадње | Од    |
| -------- | ---------- | ------------- | ----- |
| Блокер   | Холандија  | пријатељство  | 1990. |
|          | Француска  | контакт       | 1991. |
|          | Француска  | партнерство   | 1966. |
|          | Швајцарска | контакт       | 1991. |
| Остховен | Белгија    | контакт       | 1986. |
| Берсел   | Белгија    | пријатељство  | 1990. |
| Извор    |            |               |       |